# アルドリン
アルドリン(Aldrin)は、1970年代に多くの国で使用が禁止されるまで広く使われていた有機塩素化合物系の殺虫剤である。無色の固体で、禁止前は種子や土壌用の殺虫剤として大量に用いられていた。アルドリンや関連するシクロジエン系の殺虫剤は、残留性有機汚染物質としてよく知られている。毒物及び劇物取締法により劇物に指定されている
。

## 製造

ディールス・アルダー反応によるアルドリンの合成

アルドリンは、ディールス・アルダー反応でノルボルナジエンにヘキサクロロシクロペンタジエンを付加させることによって製造される。
同様に、イソドリンとして知られるアルドリンの異性体は、ヘキサクロロノルボルナジエンにシクロペンタジエンを反応させることによって得られる。
アルドリンは、この種の反応の共同発明者であるドイツの化学者クルト・アルダーの名前に因んで命名された。1946年から1976年の間に、推定2億7000万kgのアルドリン及び関連シクロジエン殺虫剤が製造された。
土壌、植物表面、昆虫の消化器官の中で、アルドリンは酸化されて、より強い殺虫力を持つエポキシドのディルドリンになる。

## 環境影響と規制
関連するポリ塩素系殺虫剤と同様に、アルドリンは高い脂溶性を持つ。水への溶解度はわずか0.027 mg/Lであり、環境中への残留性を深刻化させている。そのため、アルドリンは残留性有機汚染物質に関するストックホルム条約で禁止されている。アメリカ合衆国では、1974年に承認を取り消されており、EUでも植物防護への使用が禁止されている。
日本でも1970年にディルドリンなどともに農産物から残留農薬として検出されると問題視されるようになった。その後、化学物質の審査及び製造等の規制に関する法律 (化審法) 昭和四十八年 法律百十七号 第二条 2により第一種特定化学物質として指定されている

## 安全性
ラットの半数致死量は、経口で30-60 mg/kgであるが、魚に対する毒性は非常に強く、マスやブルーギルに対する半数致死量は、0.006-0.01 mg/kgである。